# Nocturnal Depression
Nocturnal Depression je francouzská skupina hrající depresivní black metal, založena v roce 2004 v Grenoblu.

## Členové
- Cédric „Lord Lokhraed“ Giordani – zpěv, kytara (od 2004)
- Morkhod – bicí (od 2006)
- David „Krahne“ Berbel – basová kytara (od 2008)
- C.Avskrius – kytara (2010-2011, od 2014)

### Bývalí členové
- Herr Suizid – kytara, baskytara, bicí (2004-2012)
- Abalam – kytara (2006-2007)
- Obeyron – kytara (2011)
- kent „V.“ Værens – kytara, zpěv (2012-2014)

## Diskografie

### Studiová alba
- Nostalgia - Fragments of a Broken Past (2006)
- Soundtrack for a Suicide - Opus II (2007)
- Reflections of a Sad Soul (2008)
- The Cult of Negation (2010)
- Suicidal Thoughts (2011)
- Near to the Stars (2014)
- Spleen Black Metal (2015)
- Deathcade (2017)

### Dema
- Suicidal Thoughts (2004)
- Near to the Stars (2004)
- Soundtrack for a Suicide (2005)
- Fuck Off Parisian Black Metal Scene (2005)
- Four Seasons to a Depression (2006)

### Splity
- Nocturnal Depression/Funeral RIP (2006)
- Wedard/Nocturnal Depression (2009)
- Dismal Empyrean Solitude (2009)
- Nocturnal Depression/Kaiserreich (2010)